# Тримебутин
Тримебутин (англ. Trimebutine, лат. Trimebutinum) — лікарський препарат, який належить до групи міотропних спазмолітичних засобів, та застосовується як перорально, так і парентерально (внутрішньовенно та внутрішньом'язово). Тримебутин не зареєстрований у США, проте дозволений до застосування у ряді країн ЄС, та випускається у ряді азійських країн (зокрема, Південна Корея, Індія), у ряді латиноамериканських (Колумбія, Мексика, Аргентина, Еквадор) і африканських країн (Туніс, Єгипет). Тримебутин також дозволений для використання у пострадянських країнах (Росія, Україна, Казахстан, Грузія).

## Фармакологічні властивості
Тримебутин — синтетичний препарат, що належить до групи міотропних спазмолітичних засобів. Проте механізм дії тримебутину відрізняється від механізму дії інших препаратів цієї групи, і полягає у стимулюванні опіатних рецепторів та дії на всі класи периферичних опіатних рецепторів — µ-, κ- і δ-рецепторів. Лігандами опіатних рецепторів є енкефаліни, і тримебутин, діючи на всю енкефалінергічну систему кишечнику, має регулюючий ефект на моторику шлунково-кишкового тракту: стимулюючий при недостатньому тонусі гладенької мускулатури і розслаблюючий (спазмолітичний) при надмірному тонусі. Окрім того, він впливає на вісцеральну чутливість, та має знеболювальну дію, зокрема при синдромі подразненого кишечника. Трибуметин також має вплив на гуморальну регуляцію моторики травного тракту, підвищуючи секрецію мотиліну, та знижуючи секрецію гастрину, ентероглюкагону, панкреатичного поліпептиду, інсуліну та вазоактивного інтестинального поліпептиду. У частині клінічних досліджень показано вплив тримебутина та його головного активного метаболіту нортримебутину на нейрональні реакції заднього рогу спинного мозку. Тримебутин ефективний при застосуванні препарату для зняття больового синдрому та спазму гладенької мускулатури як шлунку та усіх відділів кишечнику, так і жовчевих шляхів, а також при гастроезофагеальному рефлюксі, як у дорослих, так і у дітей.

### Фармакокінетика
Тримебутин швидко та повністю всмоктується після перорального застосування, проте біодоступність препарату становить лише 4—6 % у зв'язку із ефектом першого проходження через печінку. Максимальна концентрація тримебутину в крові досягається протягом 1—2 годин після прийому препарату. Тримебутин погано (на 5 %) зв'язується з білками плазми крові. Тримебутин незначно проникає через плацентарний бар'єр та виділяється в грудне молоко. Метаболізується препарат у печінці з утворенням переважно основного активного метаболіту — нортримебутину. Виводиться препарат із організму переважно із сечею у вигляді метаболітів. Період напіввиведення тримебутину становить 12 годин.

## Показання до застосування
Тримебутин застосовується при синдромі подразненого кишечника; при функціональних розладах травного тракту із болями в животі, спазмами, метеоризмом, запором або діареєю; гастроезофагеальній рефлюксній хворобі; при проведенні інструментальних та рентгенодіагностичних досліджень органів травної системи.

## Побічна дія
При застосуванні тримебутину побічні ефекти спостерігаються рідко. Серед побічних явищ найчастіше спостерігаються сухість у роті, порушення смаку, діарея або запор, біль у животі, нудота, сонливість, втомлюваність, запаморочення, неспокій, головний біль, шкірні алергічні реакції, болісне збільшення молочних залоз, порушення менструального циклу, затримка сечі.

## Протипокази
Тримебутин протипоказаний при підвищеній чутливості до препарату, дітям віком до 3 років, при годуванні грудьми та у І триместрі вагітності.

## Форми випуску
Тримебутин випускається у вигляді таблеток по 0,1; 0,2 та 0,3 г; ампул по 5 мл 1 % розчину; гранулах у пакеті по 0,5 г; а також у вигляді комбінованих препаратів із симетиконом, бромазепамом, рускогеніном, мосапридом, медазепамом, тіазесимом, діазепамом